# شورای‌عالی مبارزه با پولشویی
شورای عالی مقابله و پیشگیری از جرائم پولشویی و تأمین مالی تروریسم عالی‌ترین مرجع حاکمیتی اقدامات ضد پول‌شویی در ایران است.

## اعضا
مطابق ماده ۴ قانون اصلاح قانون مبارزه با پول‌شویی مصوب سوم مهرماه سال ۱۳۹۷ مجلس شورای اسلامی، ترکیب اعضای این شورا عبارت است از:
1. وزیر امور اقتصادی و دارایی (رئیس شورا)
2. وزیر صنعت، معدن و تجارت
3. وزیر اطلاعات
4. وزیر کشور
5. وزیر دادگستری
6. وزیر امور خارجه
7. نماینده رئیس قوه قضائیه
8. دادستان کل کشور و یا نماینده وی
9. رئیس سازمان بازرسی کل کشور یا نماینده وی
10. رئیس سازمان اطلاعات سپاه
11. رئیس کل بانک مرکزی
12. سه نفر نماینده مجلس به پیشنهاد کمیسیون‌های اقتصادی، شوراها و امور داخلی کشور و قضایی و حقوقی.

## دبیرخانه
طبق تبصره ۱ ماده ۴ قانون اصلاح قانون مبارزه با پول‌شویی دبیرخانه شورای‌عالی مبارزه با پول‌شویی در وزارت امور اقتصادی و دارایی است.

## جایگاه قانونی و مأموریت
این شورا به موجب ماده ۴ قانون اصلاح قانون مبارزه با پول‌شویی به‌منظور هماهنگی برای پیشگیری و مقابله با جرائم پولشویی و تأمین مالی تروریسم، شورای عالی مقابله و پیشگیری از جرائم پولشویی و تأمین مالی تروریسم، تشکیل شده‌است.

## وظایف
طبق ماده ۴ قانون اصلاح قانون مبارزه با پول‌شویی وظایف این شورا عبارت است از:
1. تعیین راهبردها و برنامه‌ریزی در جهت اجرای قانون.
2. تهیه و پیشنهاد آیین‌نامه‌های لازم در خصوص اجرای قانون برای تصویب به هیئت وزیران.
3. هماهنگ‌کردن دستگاه‌های زیرمجموعه دولت در امر جمع‌آوری، پردازش و تحلیل اخبار، اسناد، مدارک، اطلاعات و گزارش‌های واصله، تهیه سامانه‌های هوشمند و شناسایی معاملات مشکوک و گزارش به مراجع ذیربط جهت انجام اقدامات لازم.